# Viira (Räpina)
Viira (Duits: Wiera) is een plaats in de Estlandse gemeente Räpina, provincie Põlvamaa. De plaats heeft de status van dorp (Estisch: küla) en telt 17 inwoners (2021).
De plaats lag tot in oktober 2017 in de gemeente Veriora. In die maand werd Veriora bij de gemeente Räpina gevoegd.
Viira ligt aan de rivier Võhandu. Bij Viira heeft de rivier een steile zandstenen oever, die de naam Viira veskimüür (‘molenmuur’) draagt. De oever begint bij een watermolen (Estisch: veski) en is 16,5 meter hoog.

## Geschiedenis
In 1770 werd een stuk land afgesplitst van Parzimois, het landgoed van Partsi. Oorspronkelijk was het onder de naam Wira een ‘semi-landgoed’ (Duits: Beigut, Estisch: poolmõis), een landgoed dat deel uitmaakt van een groter landgoed. Dat was het nog in 1798. In 1826 was het een zelfstandig landgoed geworden. Na de onteigening van het landgoed in 1919 bleef een dorp Viira over.
Tussen 1977 en 1997 maakte het dorp deel uit van het buurdorp Himmiste.